# Episodi di Prison Break (prima stagione)
La prima stagione della serie televisiva Prison Break, composta da ventidue episodi, è stata trasmessa negli Stati Uniti d'America dal 29 agosto 2005 al 15 maggio 2006 su Fox.
Gli antagonisti principali della stagione sono: Bellick, T-Bag, Kellerman e la vice-presidente Reynolds.
In Italia la stagione è andata in onda dal 18 maggio al 30 novembre 2006 su Italia 1.

Logo della serie televisiva

| nº | Titolo originale                      | Titolo italiano       | Prima TV USA      | Prima TV Italia   |
| -- | ------------------------------------- | --------------------- | ----------------- | ----------------- |
| 1  | Pilot                                 | Fratelli              | 29 agosto 2005    | 18 maggio 2006    |
| 2  | Allen                                 | Da che parte stai?    | 29 agosto 2005    | 25 maggio 2006    |
| 3  | Cell test                             | Il compagno di cella  | 5 settembre 2005  | 1º giugno 2006    |
| 4  | Cute Poison                           | Progetto Giustizia    | 12 settembre 2005 | 9 giugno 2006     |
| 5  | English, Fitz or Percy                | Richiesta negata      | 19 settembre 2005 | 16 giugno 2006    |
| 6  | Riots, Drills and the Devil - Part I  | Rivolta nel Braccio A | 26 settembre 2005 | 23 giugno 2006    |
| 7  | Riots, Drills and the Devil - Part II | L'inizio della fine   | 3 ottobre 2005    | 30 giugno 2006    |
| 8  | The Old Head                          | Piano di fuga         | 24 ottobre 2005   | 7 luglio 2006     |
| 9  | Tweener                               | Nuovi arrivi          | 31 ottobre 2005   | 6 settembre 2006  |
| 10 | Sleight of Hand                       | Gioco di destrezza    | 7 novembre 2005   | 6 settembre 2006  |
| 11 | And Then There Were 7                 | Uno di troppo         | 14 novembre 2005  | 13 settembre 2006 |
| 12 | Odd Man Out                           | Mai i bambini         | 21 novembre 2005  | 13 settembre 2006 |
| 13 | End of the Tunnel                     | La fine del tunnel    | 28 novembre 2005  | 27 settembre 2006 |
| 14 | The Rat                               | Avere fede            | 20 marzo 2006     | 5 ottobre 2006    |
| 15 | By the Skin and the Teeth             | L'ustione             | 27 marzo 2006     | 12 ottobre 2006   |
| 16 | Brother's Keeper                      | Amore fraterno        | 3 aprile 2006     | 19 ottobre 2006   |
| 17 | J-Cat                                 | Crollo psicologico    | 10 aprile 2006    | 26 ottobre 2006   |
| 18 | Bluff                                 | Gioco d'azzardo       | 17 aprile 2006    | 2 novembre 2006   |
| 19 | The Key                               | La chiave             | 24 aprile 2006    | 9 novembre 2006   |
| 20 | Tonight                               | Conto alla rovescia   | 1º maggio 2006    | 16 novembre 2006  |
| 21 | Go                                    | Ci siamo!             | 8 maggio 2006     | 23 novembre 2006  |
| 22 | Flight                                | L'ultimo miglio       | 15 maggio 2006    | 30 novembre 2006  |

## Cast

### Personaggi principali
- Dominic Purcell nel ruolo di Lincoln Burrows
- Wentworth Miller nel ruolo di Michael Scofield
- Robin Tunney nel ruolo di Veronica Donovan
- Peter Stormare come John Abruzzi
- Amaury Nolasco nel ruolo di Fernando Sucre
- Marshall Allman nel ruolo di L.J. Burrows
- Wade Williams nel ruolo del capitano Brad Bellick
- Paul Adelstein come agente dei servizi segreti Paul Kellerman
- Robert Knepper nel ruolo di Theodore "T-Bag" Bagwell
- Rockmond Dunbar nel ruolo di Benjamin Miles "C-Note" Franklin
- Sarah Wayne Callies nel ruolo della Dott.ssa Sara Tancredi

## Fratelli
- Titolo originale: Pilot
- Diretto da: Brett Ratner
- Scritto da: Paul Scheuring

## Da che parte stai?
- Titolo originale: Allen
- Diretto da: Michael Watkins
- Scritto da: Paul Scheuring

### Trama
Per proseguire nel suo piano Michael deve estrarre una vite da una certa panca nel cortile della prigione che però è di "proprietà" di T-Bag, condannato all'ergastolo per l'omicidio e lo stupro di sei ragazzi: l'uomo, a capo di pochi altri, intende attaccare il gruppo dei carcerati di colore e coinvolge nell'iniziativa Michael, rubandogli la vite. Questo però provoca la reazione di C-Note, il detenuto che si era preoccupato di procurargli il Pugnac, un inibitore dell'insulina, utile a Michael per recarsi abitualmente nell'infermeria e portare così avanti il suo piano. Durante una rivolta però May Tag, il compagno di cella di T-Bag, viene ucciso e il detenuto incolpa della sua morte Michael giurandogli vendetta. Le parole di Lincoln convincono Veronica ad andare avanti nelle sue indagini e a tentare di contattare un vecchio amico dell'uomo, morto appena una settimana dopo l'omicidio del fratello del Vicepresidente in circostanze assai sospette. Nel frattempo gli uomini dei Servizi Segreti discutono al telefono con una misteriosa donna. C-Note, convintosi della buona fede di Michael, gli consegna le pillole di Pugnac in tempo per fargli "superare" il test del glucosio. Uscito dall'infermeria, Michael viene però preso dagli scagnozzi di Abruzzi: su pressione di Falzone, l'ex-capo mafioso vuole farsi dire l'attuale residenza di Fibonacci, l'uomo che lo ha incastrato e che è attualmente inserito nel programma di protezione testimoni.
- Altri interpreti: Danny McCarthy (Agente Danny Hale), Jessalyn Gilsig (Lisa Burrows), Camille Guaty (Maricruz), Ora Jones (Wendy), David Lively (Terrence Steadman), Gianni Russo (Smallhouse), Al Sapienza (Falzone), Anthony Starke (Sebastian), Kurt Caceres (Hector), Keith Diamond (Tim Giles), Adina Porter (Leticia Barris).
- Curiosità: Michael chiede al dottore quanto sarà lungo il suo test per il glucosio, una domanda per cui un diabetico dovrebbe già sapere la risposta.

Il test del glucosio rivela che il livello di zuccheri nel sangue di Michael è 180 mg/dl.
- Ascolti Italia: telespettatori 1 928 000 – share: 12,09%

## Il compagno di cella
- Titolo originale: Cell Test
- Diretto da: Brad Turner
- Scritto da: Mike Pavone

### Trama
Michael viene curato dalla dottoressa Tancredi che nutre dei forti sospetti su come si sia realmente infortunato. Nonostante quel che è successo, Michael infatti non vuole denunciare Abruzzi per non mandare a monte il suo piano anche se ciò provoca l'ira del fratello. All'esterno, LJ, il figlio di Lincoln, arrestato per possesso di marijuana, viene inserito in un programma rieducativo e gli viene assegnato come tutor suo padre: finalmente i due riescono a riavvicinarsi. Nel frattempo per Michael è giunto il momento di testare la "fedeltà" di Sucre, il suo compagno di cella. Sucre alla fine non si rivela una spia ma, avendo perso le visite coniugali con Maricruz, si arrabbia molto e decide di allontanarsi da Michael e di cambiare cella in modo da trascorrere gli ultimi sedici mesi di condanna che gli restano senza problemi. Veronica viene contattata da Leticia, l'ex-ragazza di Crab Simmons, e, sebbene riluttante, accetta di testimoniare. Prima che possa concludere la sua dichiarazione la donna però viene rapita e uccisa dagli uomini dei Servizi Segreti. Sebastian, resosi conto che Veronica è molto più presa dal caso di Lincoln che dal loro imminente matrimonio, decide di annullare le nozze e di rompere il fidanzamento. Bellick trova un nuovo compagno di cella per Michael: si tratta di Haywire, uno psicopatico finito in carcere per avere assassinato entrambi i genitori.
- Altri interpreti: Danny McCarthy (Agente Danny Hale), Peter Reinemann (Gus), Silas Weir Mitchell (Haywire), Jessalyn Gilsig (Lisa Burrows), Ora Jones (Wendy), Gianni Russo (Smallhouse), Al Sapienza (Philly Falzone), Anthony Starke (Sebastian), Adina Porter (Leticia Barris), Tab Baker (Crab Simmons), Linara Washington (Jenae Conlin).
- Curiosità: Il titolo originale ha un doppio significato, in quanto il termine "cell" vuol dire sia "cellulare" sia "cella".

La foto di laurea di Veronica non è esatta. I colori della Baylor University sono il verde e l'oro non il blu.
Le lesioni neuroanatomiche del sistema reticolare sono fisicamente possibili, ma non costringerebbero Haywire a rimanere sempre sveglio. Sarebbe più possibile un coma, una paralisi o delle lesioni che lo obbligherebbero a tenere gli occhi chiusi.
- Ascolti Italia: telespettatori 1 737 000 – share: 11,13%

## Progetto Giustizia
- Titolo originale: Cute Poison
- Diretto da: Matt Earl Beesley
- Scritto da: Matt Olmstead

### Trama
Veronica si presenta a Lincoln e gli dice che d'ora in avanti sarà il suo avvocato; Lincoln la ringrazia e le dice di contattare un'organizzazione chiamata 'Progetto Giustizia'. Michael non riesce ad andare avanti nel suo piano a causa della presenza di Haywire che oltretutto pare molto interessato ai suoi tatuaggi e al loro possibile significato. Nel frattempo decide di proseguire il "lavoro" presso la stanza dell'infermeria. Il tentativo di Veronica di ottenere appoggio dagli avvocati del 'Progetto Giustizia' non va a buon fine ma poco dopo la donna viene contattata da Nick Savrinn che le offre la sua piena disponibilità. Michael, messo alla strette, riesce alla fine a liberarsi di Haywire mentre Sucre decide di tornare nella vecchia cella e di prendere parte all'evasione. La misteriosa donna bionda è però venuta a sapere del legame di parentela tra Lincoln e Michael e decide di fare trasferire quest'ultimo in un altro carcere.
- Altri interpreti: Frank Grillo (Nick Savrinn), Danny McCarthy (Agente Danny Hale), Peter Reinemann (Gus), Silas Weir Mitchell (Haywire), Camille Guaty (Maricruz), John Judd (Ben), Cedric Young (Chappy), Deanna Dunagan (Judy), Jason Wells (Bo), Jennifer Joan Taylor (Becky), Jennifer Kern (Allison), Kurt Caceres (Hector), Linara Washington (Jenae Conlin).
- Curiosità: "Cute Poison" si riferisce alla scritta sulla bottiglia che Michael ha tatuata sulle braccia. Le lettere fanno riferimento al solfato rameico (Cu O S significa CuSO4) e all'acido fosforico (P O significa H3PO4). Il solfato è usato come erbicida. L'acido fosforico è un componente dei fertilizzanti.

Lincoln e Michael sono fratelli e hanno lo stesso padre e la stessa madre, ma hanno diversi cognomi. Il loro padre infatti si è separato dalla madre quando la donna era incinta di Michael. Michael ha avuto così il solo cognome della madre (Scofield) e non quello del padre (Burrows).
Nell'adattamento italiano nella scena in cui l'agente Bellick e il direttore parlano del trasferimenti di Haywire, quest'ultimo chiama l'agente Bellick, Brian ma il suo vero nome è Brad (Braderick).
- Ascolti Italia: telespettatori 1 688 000 – share: 11,79%

## Richiesta negata
- Titolo originale: English, Fitz or Percy
- Diretto da: Randall Zisk
- Scritto da: Zack Estrin

### Trama
Gli agenti dei Servizi Segreti Paul Kellerman e Danny Hale si recano da Henry Pope, il direttore del Fox River, e gli ordinano di fare trasferire Michael pena la rivelazione alla moglie di uno scottante segreto che lo riguarda. Michael allora, seguendo i suggerimenti di Westmoreland, presenta una mozione in modo da fare ritardare il trasferimento di una trentina di giorni, il tempo necessario per evadere assieme al fratello. Veronica e Nick proseguono le indagini e riescono a scoprire delle interessanti informazioni riguardanti il nastro che mostra Lincoln sparare a Steadman, ovvero che il suono dello sparo è stato aggiunto a posteriori. I Servizi Segreti, venuti a conoscenza della mozione di Michael, si presentano a casa di Pope e lo minacciano ulteriormente: l'uomo cede e distrugge i documenti utili a procrastinare il trasferimento. Michael, intanto, è arrivato a un nuovo passo del suo piano, 'English, Fitz o Percy': con l'aiuto di Sucre e Abruzzi, riesce a raggiungere il tetto e verificare che la direzione più sicura al momento della fuga sia Fitz, l'unica strada non percorsa da autopattuglie in caso di evasione. Mentre Veronica comincia a nutrire dei dubbi su chi sia realmente Nick, Michael viene prelevato dalla sua cella per essere trasferito altrove. Il direttore osserva la scena dalla finestra del suo ufficio. Proprio nel momento in cui Michael sta per lasciare il Fox River, Pope ferma il trasferimento dicendo che il detenuto ha presentato una regolare mozione per un problema di salute (la sinusite) che trova giovamento in quella prigione e ordina alle guardie di riportarlo immediatamente in cella. I due agenti dei Servizi Segreti osservano la scena da lontano.
- Altri interpreti: Frank Grillo (Nick Savrinn), Danny McCarthy (Agente Danny Hale), Peter Reinemann (Gus), Silas Weir Mitchell (Haywire), Phillip Edward Van Lear (Patterson), Joe Minoso (Chaz Fink), Jennifer Joan Taylor (Becky), Deanna Dunagan (Judy).
- Ascolti Italia: telespettatori 1 511 000 – share: 12,64%

## Rivolta nel Braccio A
- Titolo originale: Riots, Drills and the Devil (Part 1)
- Diretto da: Robert Mandel
- Scritto da: Nick Santora

### Trama
Michael dice a Sucre che è impossibile proseguire nel piano a causa della presenza costante delle guardie. Su suggerimento del compagno di cella, Michael provoca una rivolta dei detenuti privandoli dell'aria condizionata per fare scattare così l'isolamento dell'intera ala. La rivolta però non riesce a essere controllata dalle guardie e ciò mette in pericolo molte vite, tra cui quella della dottoressa Tancredi che viene assalita da un gruppo di detenuti ricoverati in infermeria. Nel frattempo, i Servizi Segreti, su ordine della misteriosa donna bionda, lavorano affinché Lincoln venga ucciso prima del giorno dell'esecuzione. Nick si presenta da Lincoln con una nuova traccia e Veronica è costretta a riporre di nuovo fiducia in lui. I due quindi si recano a Washington per sapere chi c'è dietro la telefonata che testimoniava la presenza di Lincoln nel parcheggio al momento della morte di Steadman. Michael, usando una copia dell'immagine del diavolo che ha tatuata su un braccio, inizia a rompere il muro che porta alle vecchie fogne; Sucre, sebbene timoroso, partecipa allo scavo. Durante la rivolta, T-Bag sequestra Bob, una nuova guardia, e durante la lotta con l'uomo scopre per caso il buco dietro il lavandino della cella numero 40. Prima che possa urlare a tutti la sua scoperta, interviene Abruzzi che lo zittisce; T-Bag però pretende di fare parte dell'evasione pena la rivelazione di quel che ha visto. Michael scopre che Sara è in pericolo e, attraverso il tetto, entra nel condotto dell'aria per salvarla. Lincoln vuole accertarsi che Michael stia bene e segue un detenuto che gli offre un percorso alternativo.
- Altri interpreti: Frank Grillo (Nick Savrinn), Danny McCarthy (Agente Danny Hale), John Heard (Governatore Frank Tancredi), Muse Watson (Charles Westmoreland), Stacy Keach (Henry Pope), Michael Cudlitz (Robert "Bob" Hudson), Matt DeCaro (Roy Geary), Robert Michael Vieau (Troley), Paul Noble (Eric Diamond), David McCoy (Adam Diamond), Kwame Amoaku (Stroker).
- Ascolti Italia: telespettatori 1 805 000 – share: 14,36%

## L'inizio della fine
- Titolo originale: Riots, Drills and the Devil (Part 2)
- Diretto da: Verm Gillum
- Scritto da: Karyn Usher

### Trama
Mentre prosegue la rivolta dei detenuti Abruzzi e Sucre scavano assieme per rompere il muro che porta alle vecchie fogne. Michael intanto corre lungo i condotti dell'aria per arrivare dalla dottoressa Tancredi e salvarla. Il Governatore viene a sapere che la figlia è in pericolo e minaccia ritorsioni contro Pope. Bellick invece ne approfitta per mettere in cattiva luce il direttore e fare "bella figura". Turk cerca di uccidere Lincoln ma l'uomo riesce a difendersi e, involontariamente, schivando un colpo, a ucciderlo non scoprendo così da chi era stato mandato. Intanto Veronica e Nick scoprono che la telefonata che ha incastrato Lincon è stata fatta da una cabina pubblica situata davanti all'ex-sede della Ecofield, la compagnia di Terrence Steadman. Immediatamente i due vengono minacciati di morte dai Servizi Segreti. Michael finalmente arriva da Sara e tenta di condurla in salvo: tra i due cresce la confidenza. Per giustificare la conoscenza di quei condotti, Michael spiega alla dottoressa che uno degli incarichi delle P.I. è stato quello di pulirli dalle muffe tossiche. Ormai vicini all'uscita, Sara si rende conto che la vita di Michael è in pericolo: il mirino laser del fucile di un cecchino delle forze speciali sta infatti puntando al suo petto. Con una mossa veloce Michael riesce però a portare Sara in salvo e a evitare lui stesso di essere colpito. Tornato nella propria cella, ordina di non uccidere Bob, ma poco dopo T-Bag decide di fare a modo suo. Finalmente Lincoln trova il fratello sano e salvo e i due si abbracciano. La dottoressa chiede a un impiegato del carcere circa gli incarichi delle P.I. e le viene assicurato che ai detenuti non è mai stata permessa la pulizia di quei condotti.
- Altri interpreti: Frank Grillo (Nick Savrinn), Danny McCarthy (Agente Danny Hale), John Heard (Governatore Frank Tancredi), Muse Watson (Charles Westmoreland), Stacy Keach (Henry Pope), Michael Cudlitz (Robert "Bob" Hudson), Jessalyn Gilsig (Lisa Fichs), Philip Rayburn Smith (Adrian), Morocco Omari (Ron), Kwame Amoaku (Stroker), James Alfred (Sniper), Michael Stoyanov (Fletch), John Turk (Turk), Mac Brandt (Mack), Peter Reinemann (Gus).
- Curiosità: I reporter della tv dicono che il Fox River è una struttura di livello 5 ma nel pilot il giudice che condanna Michael dice che è una struttura di livello 1.
- Ascolti Italia: telespettatori 1 306 000 – share: 7,55%

## Piano di fuga
- Titolo originale: The Old Head
- Diretto da: Jace Alexander
- Scritto da: Monica Macer

### Trama
Ormai sono circa tre settimane che Michael è rinchiuso nel Fox River e mancano appena 17 giorni alla data dell'esecuzione di Lincoln. Per proseguire nell'attuazione del suo piano deve raggiungere un edificio usato come deposito, o almeno è quel che credeva in quanto il magazzino è stato trasformato in un ufficio utilizzato dalle guardie carcerarie. Il direttore Pope intanto ordina a Bellick di fare il necessario affinché venga smascherato il detenuto che durante la rivolta ha ucciso Bob; Bellick, saputo che Westmoreland ha probabilmente assistito alla morte del collega, gli chiede il nome pena la fine della loro amicizia. Veronica, ancora scossa per le minacce subite, rientra a casa assieme a Nick: un suo vicino di casa li accompagna portando loro dentro degli scatoloni con gli incartamenti di altri processi ma, appena aperta la porta, i tre vengono investiti da una potente esplosione. Sucre suggerisce a Michael che un modo per entrare nella stanza occupata dalle guardie è quello di appiccare un incendio in modo che i lavori di ristrutturazione vengano poi affidati agli uomini delle P.I. L'unica persona che potrebbe aiutarli è un detenuto che ha l'accesso per quell'ufficio, ossia Charles Westmoreland che però, nonostante l'appello di Michael, si rifiuta di fare qualsiasi azione contro la legge. Lincoln riceve una visita da una giornalista che pensa possa aiutarlo: in realtà la donna minaccia la vita di LJ. Poco dopo infatti i Servizi Segreti si recano a casa del ragazzo e uccidono Lisa e il marito: LJ riesce a fuggire, dopo essere riuscito a fotografare un assalitore, ma Kellerman e Hale lasciano le sue impronte sulle armi in modo che venga incriminato per il duplice omicidio. Veronica e Nick intanto sono riusciti a sopravvivere all'esplosione e Nick convince Veronica a stare nascosti per un po'. Al Fox River, Marilyn, l'adorata gatta di Westmoreland, viene trovata senza vita, uccisa da Bellick; l'uomo allora per "vendicare" la sua morte, decide di provocare l'incendio nella stanza delle guardie, facendo ricadere la colpa su una disattenzione di Bellick stesso.. I ragazzi delle P.I. hanno finalmente via libera per iniziare a scavare un buco e arrivare così alle fogne. Scopriamo infine l'identità della misteriosa donna bionda: si tratta di Caroline Reynolds, la Vice Presidente degli Stati Uniti, sorella del defunto Terrence Steadman.
- Altri interpreti: Frank Grillo (Nick Savrinn), Danny McCarthy (Agente Danny Hale), Philip Rayburn Smith (Adrian), Jessalyn Gilsig (Lisa Fichs), Jacqueline Williams (Sue Parsons), Howie Johnson (Lukasz), Blaine Hogan (Seth/Cherry), Robert Michael Vieau (Trokey), Rebecca Spence (Shauna Hudson).
- Curiosità: È il primo episodio che viene introdotto dalla voce fuori campo di Michael.
- Ascolti Italia: telespettatori 1 375 000 – share: 10,83%

## Nuovi arrivi
- Titolo originale: Tweener
- Diretto da: Matt Earl Beesley
- Scritto da: Paul Scheuring

### Trama
Seth, il compagno di cella di T-Bag, chiede aiuto a Michael ma questi, temendo che ciò possa impedire la riuscita del suo piano, non ascolta le preghiere del ragazzo; poco dopo, Seth si suicida. Intanto arrivano al Fox River dei nuovi detenuti e T-Bag rivolge le sue attenzioni su un giovane da lui soprannominato 'Tweener'. Nick e Veronica incontrano la vedova Steadman che rivela loro delle interessanti informazioni. Abruzzi teme di perdere l'autorità all'interno del penitenziario: Philly Falzone infatti lo ha abbandonato per non essere riuscito a farsi dare la residenza di Fibonacci, l'uomo che testimoniando il mese successivo, lo condurrà al carcere. Continua la fuga di LJ, accusato dell'assassinio della madre e del compagno di lei: i Servizi Segreti tentano di raggiungerlo ma il ragazzo, grazie a una telefonata di Lincoln dal carcere, riesce a mettersi in contatto con Veronica e Nick, grazie ai quali si libera degli inseguitori. Mentre proseguono i lavori all'interno della stanza delle guardie, Michael decide di affrontare T-Bag e metterlo alle strette, salvando così il nuovo arrivato. La dottoressa Tancredi intanto indaga sulla situazione clinica di Michael e fa visita all'ex psicologo del ragazzo scoprendo così qualcosa in più sulla sua personalità. Abruzzi perde il comando delle P.I. a favore di Fiorello.
- Altri interpreti: Frank Grillo (Nick Savrinn), Danny McCarthy (Agente Danny Hale), Phillip Edward Van Lear (Patterson), Jennifer Joan Taylor (Becky), Peter Reinemann (Gus), Al Sapienza (Philly Falzone), David Darlow (Dr. Brighton), Mary Beth Fisher (Leslie Steadman), Blaine Hogan (Seth/Cherry), Wesley Walker (Aryan Brother), Michael T. Weber (Knowlton).
- Ascolti Italia: telespettatori 1 751 000 – share: 11,86%

## Gioco di destrezza
- Titolo originale: Sleight of Hand
- Diretto da: Dwight H. Little
- Scritto da: Nick Santora

### Trama
Abruzzi suggerisce a Michael che il solo modo per riavere il comando delle P.I. è quello di consegnare Fibonacci a Falzone: Michael è combattuto perché per potere salvare la vita a suo fratello sarà probabilmente costretto a sacrificare quella di un altro uomo innocente quale Fibonacci. La Vicepresidente affianca a Kellerman e Hale un nuovo agente speciale di nome Quinn con l'incarico di "supervisionare" le questioni in sospeso legate al caso Burrows, salvo poi prenderne il controllo totale. L'uomo sembra molto determinato nel rintracciare Veronica, Nick e LJ e per farlo decide di andare a trovare l'ex-fidanzato della ragazza, Sebastian. Veronica e Nick intanto fanno una nuova scoperta in relazione alla società di Steadman: i soldi svaniti della società sono serviti a finanziare la campagna elettorale della Reynolds. Prima di incontrare Falzone, Michael chiama il numero che ha tatuato sul braccio mettendosi in contatto con una donna misteriosa a cui comunica di sistemare la 'questione Fibonacci'. L'incontro con Falzone si rivela apparentemente una sconfitta per Michael: non solo il mafioso gli nega i 200.000 dollari richiesti, ma ricattandolo con una foto di Veronica mostrata da Abruzzi, si fa dire l'esatta ubicazione di Fibonacci. Durante la notte Falzone e i suoi soci si recano all'indirizzo indicatogli da Michael ma il tutto si rivela un'imboscata: il boss viene arrestato per traffico d'armi e per avere violato la libertà condizionata. Allo stesso tempo, Abruzzi è riuscito a riprendere il comando delle P.I. perché il pagamento a Bellick è stato saldato in precedenza dallo stesso Falzone. Per Lincoln è giunto il momento di decidere cosa farsi preparare come ultimo pasto e, ricordando le colazioni con il piccolo LJ, alla fine sceglie i pancakes ai mirtilli. Kellerman comunica alla Reynolds le sue perplessità sull'avere affidato il lavoro a una impresa esterna pericolosa. Michael riesce a sorprendere Sara attraverso un gesto molto delicato. Quinn, dopo avere ucciso Sebastian, si finge l'ex fidanzato durante una chat con Veronica e, tracciando il suo pc, riesce a scoprire dove si trova la ragazza, raggiungendola in breve tempo. Intanto C-Note scopre il piano di fuga di Michael e così quest'ultimo è costretto a farlo entrare nella squadra.
- Altri interpreti: Frank Grillo (Nick Savrinn), Danny McCarthy (Agente Danny Hale), Phillip Edward Van Lear (Patterson), Peter Reinemann (Gus), Al Sapienza (Philly Falzone), Gianni Russo (Smallhouse), Roderick Peeples (Fibonacci), Michael Gaston (Quinn), Anthony Starke (Sebastian).
- Curiosità: Il numero che Michael compone al telefono e che è tatuato sul suo braccio è realmente attivo e porta a una segreteria telefonica in cui risponde una donna dall'accento straniero. Il messaggio che si può ascoltare è questo: “Ciao, solo una persona possiede questo numero, perciò Michael spero tu stia bene, se stai ricevendo questo messaggio significa che potrei non esserci più. Quando tutto sarà finito hai un'ultima cosa da fare. Mi fido di te, Michael so che lo farai. Stai attento”.
- Ascolti Italia: telespettatori 1 090 000 – share: 15,83%

## Uno di troppo
- Titolo originale: And Then There Were 7
- Diretto da: Jesús Salvador Treviño
- Scritto da: Zack Estrin

### Trama
Il rapporto tra Michael e Sara diviene sempre più intenso sino a quando la dottoressa scopre l'identità della persona che ha fatto visita a Michael: Nika, la moglie. L'arrivo della donna se da una parte provoca la gelosia della dottoressa e la sua successiva ostilità, dall'altra sviluppa nel capitano Bellick il desiderio di indagare perché convinto di avere già visto quella ragazza altrove. Quinn raggiunge Nick, Veronica e L.J. e, dopo avere sparato al primo, cerca di sapere dagli altri cosa hanno scoperto sul caso Steadman. Bellick riesce a ricordare di avere visto Nika in un night-club nelle vesti di una spogliarellista: una volta avvicinata, la ricatta riguardo al suo permesso di soggiorno (Nika è ceca) e si fa dire il motivo di quello strano matrimonio con Michael e la visita al penitenziario. Tuttavia, la carta di credito che Nika ha consegnato a Michael è un badge utile per entrare nella stanza dove sono custoditi gli oggetti personali dei detenuti. Nella busta degli oggetti di Michael, manca però un orologio d'oro necessario per lo sviluppo del piano perché rubato nel frattempo da una delle guardie. Dietro la promessa di un possibile impiego alle P.I., Michael chiede a Tweener di aiutarlo. Riavuto l'orologio, può quindi calcolare l'intervallo dei giri di ispezione delle sentinelle attorno all'edificio del carcere: 18 minuti, il tempo cioè che avranno a disposizione per rimuovere l'inferriata della stanza dell'infermeria, passare sul cavo e andare al di là del muro perimetrale. Nel frattempo Charles Westmoreland viene a sapere che la figlia è fin di vita ma, nonostante ciò, non gli sarà accordato il permesso di andarla a trovare; stando così le cose, Charles chiede a Michael di prendere parte all'evasione dimostrando di essere effettivamente il leggendario D.B. Cooper. A New Glarus, Veronica riesce a colpire Quinn e, con l'aiuto di L.J., si sbarazza dell'uomo; i due portano immediatamente Nick al più vicino ospedale. Mentre Kellerman e Hale si vendicano su Quinn imprigionandolo in un pozzo e quindi lasciandolo morire, Michael, facendo i conti sul tempo impiegato per l'evasione, nota che non riusciranno a farcela tutti e 7, perciò uno deve rinunciare.
- Altri interpreti: Frank Grillo (Nick Savrinn), Danny McCarthy (Agente Danny Hale), Holly Valance (Nika), Michael Gaston (Quinn).
- Ascolti Italia: telespettatori 1 371 000 – share: 8,27%

## Mai i bambini
- Titolo originale: Odd Man Out
- Diretto da: Bobby Roth
- Scritto da: Karyn Usher

### Trama
Michael riferisce a Lincoln le sue perplessità riguardante la dimensione del gruppo, venendo però ascoltati da C-Note che li obbliga a discuterne anche con gli altri partecipanti al piano; Il gruppo si trova perfettamente d'accordo su chi non dovrà prendere parte all'evasione ma T-Bag, astutamente, si assicura una "polizza" all'esterno della prigione. Michael nel frattempo continua nel suo piano all'interno delle gallerie del penitenziario. Nick viene portato all'ospedale e sottoposto a un'operazione. L.J., letta sul giornale la notizia dei funerali della madre, si reca a darle un ultimo straziante saluto mentre l'agente Hale lo osserva da lontano. Maricruz confessa a Sucre di essere incinta ma di non sapere cosa fare e se accettare o meno la proposta di matrimonio di Hector. Bellick corrompe Tweener affincè gli comunichi i movimenti e i discorsi di Michael. Sucre inizia a dubitare della sua utilità nel piano e della possibilità di essere scaricato da Michael. La spedizione non violenta ordinata da Abruzzi contro il parente di T-Bag si risolve nel sangue e l'uomo, una volta saputo che è rimasto ucciso anche un bambino, si ritrova a riflettere sul suo passato e sembra trovare in Dio un conforto ai suoi tormenti. Veronica riceve una telefonata anonima da Hale, pentito per ciò che sta facendo loro e desideroso di cambiare vita, che promette di darle informazioni utili alla scarcerazione di Lincoln e su tutto ciò che sta dietro al caso Steadman. Abruzzi, intenzionato a eliminare T-Bag per risolvere il problema del sovrannumero del gruppo durante la fuga, decide di risparmiare l'uomo con la promessa che si sarebbe ritirato spontaneamente dalla fuga, ma quest'ultimo taglia la gola dell'ex-capo mafioso con una lametta. Infine, per evitare che venga scoperta l'assenza di Michael dal gruppo, Lincoln è costretto a rivoltarsi contro una guardia finendo così in isolamento.
- Altri interpreti: Frank Grillo (Nick Savrinn), Danny McCarthy (Agente Danny Hale), Anthony Fleming (Trumpets), Christian Stolte (Stolte), Rich Komenich (Maggio), Phillip Edward Van Lear (Patterson), Jennifer Kern (Allison Hale), Bobby Linkhart (Bagwell Jr.), Larry Neumann Jr. (Jimmy Bagwell), Tom McElroy (Reverendo Mailor).
- Curiosità: L'immagine che Abruzzi vede all'interno della sua cella è il viso di Gesù Cristo ritratto nel dipinto di Diego Velázquez, "Cristo crocifisso".

## La fine del tunnel
- Titolo originale: End of the Tunnel
- Diretto da: Sanford Bookstaver
- Scritto da: Paul T. Scheuring

### Trama
Sei dei sette detenuti coinvolti nell'evasione mettono in atto il piano di fuga. John Abruzzi viene portato fuori dalla prigione dopo essere stato ferito alla gola da T-Bag. Con Lincoln in isolamento, gli altri cinque componenti del piano di fuga discutono sul da farsi. Michael vuole posporre l'evasione fino a quando non troverà il modo di fare uscire suo fratello dall'isolamento, prima della sua esecuzione, fissata tra 32 ore. Ma gli altri quattro vogliono andare avanti con il piano ed evadere il più presto possibile. In qualche modo, quindi, Lincoln deve essere fuori dalla cella di isolamento quella notte stessa. Dopo avere pregato con il parroco della prigione nella sua cella, Michael gli consegna una corona con un crocifisso e gli chiede di darla a Lincoln. Questi si accorge che il crocifisso è stato manomesso e scopre dietro la croce una piccola pillola nera e un bigliettino che dice «Mangia alle 8:10». Lincoln ingoia la pillola all'ora stabilita, cioè 50 minuti prima della fuga, e improvvisamente viene colto da forti dolori addominali. Le guardie, quindi, sono costrette a portarlo in infermeria, dove la Dott.ssa Tancredi lo visita e lo informa che è stato vittima di un avvelenamento da cibo. Intanto, i cinque detenuti fanno in modo di restare nella stanza delle guardie oltre il solito orario. Per farlo Michael rompe un tubo dell'acqua e fa credere a Bellick che se la stanza non verrà asciugata il più presto possibile l'umidità potrebbe rovinare il lavoro fatto fino ad allora. Nel Frattempo Veronica, dopo essere comparsa in televisione scatenando la rabbia della vicepresidente Reynolds, si presenta all'incontro con il suo informatore, ma mentre sta ricevendo una lettera con un riassunto di tutta la vicenda da Hale, i due vengono raggiunti da Kellerman che scopre il tradimento del compagno e lo uccide; Veronica era riuscita a nascondersi subito dopo avere appreso che Streadman non è stato assassinato da Lincoln, ma che era invece ancora vivo. All'ora stabilita, i cinque si calano nel buco del pavimento e percorrono le tubazioni sotterranee arrivando nel magazzino proprio sotto l'infermeria; Qui Michael scopre però che il tubo che lui aveva corroso grazie all'acido fosforico versato nelle tubature, è stato sostituito con un altro molto più spesso e resistente. I cinque, anche con l'aiuto di Lincoln dall'infermeria, cercano in tutti modi di manomettere il tubo, inutilmente. Michael cade per la prima volta nella disperazione, rivelando al resto del gruppo l'ormai impossibilità di completare il piano di evasione; T-Bag, non contento degli ultimi sviluppi minaccia i compagni con un coltello.
- Curiosità: È l'episodio finale prima della sua interruzione, in quanto è l'ultimo episodio dei 13 richiesti dalla Fox. In seguito, grazie alla popolarità acquisita, la serie è stata estesa fino al raggiungimento dei 22 episodi. Una scena di questo episodio è stata mostrata ai Golden Globe per annunciare la nomination della serie come Migliore Serie Drammatica.
- Ascolti Italia: telespettatori 1 581 000 – share: 9,97%

## Avere fede
- Titolo originale: The Rat
- Diretto da: Kevin Hooks
- Scritto da: Matt Olmstead

### Trama
L'esecuzione di Lincoln. Michael e gli altri si rendono conto che il loro piano è fallito e riescono a tornare indietro pochi istanti prima che una guardia li scopra. Intanto, il capitano Bellick decide di controllare la situazione nella stanza delle guardie. In quel preciso momento, Westmoreland non è ancora riuscito a risalire in superficie. Bellick entra nella stanza e dà ordine a un'altra guardia di riportare i quattro detenuti in cella. Solo in quel momento si rende conto che nella stanza manca uno di loro. Quando rientra, però, Westmoreland è insieme agli altri. Una volta rientrati, sia Westmoreland sia Sucre confortano Michael dicendogli che non lo ritengono responsabile per il fallimento della fuga e che sicuramente Lincoln sa che ha fatto di tutto per aiutarlo. Westmoreland, inoltre, si dice dispiaciuto che Lincoln finisca sulla sedia elettrica, augurando a Michael che il tutto finisca in fretta perché dieci anni prima un uomo ha dovuto rimandare la sua esecuzione di 3 settimane a causa di problemi tecnici con la sedia elettrica; questa notizia riaccende la speranza di Michael che raccoglie un topo e lo mette nella cabina elettrica così che l'animale mangi i cavi posticipando l'esecuzione. Su insistenza di Bellick, dopo avere ricevuto la soffiata da Tweener, la sedia elettrica viene testata nuovamente, scoprendo così il malfunzionamento e la successiva riparazione. Fuori dal carcere, Veronica e Nick provano a chiedere altro tempo al giudice ma, non riuscendo a fornire prove e/o testimonianze concrete, vedono fallire il loro tentativo. Michael chiede quindi aiuto a Sara, sperando in un suo convincimento del padre quale governatore; anche questo tentativo fallisce in quanto l'uomo viene corrotto dalla vicepresidente Reynolds. Lincoln riesce a parlare con LJ, via telefono in quanto il ragazzo è ancora ricercato, venendo poi condotto alla sedia elettrica.
- Curiosità: È andato in onda per la prima volta negli Stati Uniti il 20 marzo 2006, dopo un'interruzione di quattro mesi. A partire da questo episodio Peter Stormare (John Abruzzi) non appare più nei titoli di testa, mentre viene aggiunto il nome di Rockmond Dunbar (C-Note).
- Ascolti Italia: telespettatori 1 320 000 – share: 7,44%

## L'ustione
- Titolo originale: By the Skin and the Teeth
- Diretto da: Fred Gerber
- Scritto da: Nick Santora

### Trama
L'esecuzione di Lincoln viene sospesa alcuni istanti prima dell'ora stabilita: dopo avere ricevuto da un uomo misterioso un documento che suggerisce che l'uomo tumulato come Terrence Steadman non è lui, il giudice Kessler ha deciso infatti di fare rimandare la condanna di due settimane in attesa che vengano rieseguiti gli esami autoptici sulla salma. Intanto Lincoln è convinto di avere riconosciuto tra le persone presenti alla sua esecuzione il padre e un ricordo della sua infanzia non fa che avvalorare la sua ipotesi. Michael è deciso a trovare un nuovo modo per portare il fratello fuori dal Fox River attraverso l'edificio riservato ai malati di mente. Durante il ritorno alla cella, per non farsi scoprire da una guardia, si ustiona però gravemente a una spalla: le planimetrie di quella parte della prigione sono perse.
- Altri interpreti: Frank Grillo (Nick Savrinn), Danny McCarthy (Agente Danny Hale), Matt DeCaro (Geary), Michelle Forbes (Samantha Brinker), Joseph Nunez (Manche Sanchez), Phillip Edward Van Lear (Patterson), Christian Stolte (Stolte), Dushon Brown (Katie Welch), Mac Brandt (Mack), Robert Breuler (Dr. Wasserman), Joel Hatch (Giudice Kessler).
- Ascolti Italia: telespettatori 1 602 000 – share: 9,78%

## Amore fraterno
- Titolo originale: Brother's Keeper
- Diretto da: Greg Yaitanes
- Scritto da: Zack Estrin

### Trama
Una serie di flashback ci riporta indietro di tre anni, rivelando le origini del piano di Michael e i motivi per cui vengono incarcerati i detenuti che faranno parte al suo piano di evasione. Si scopre che i rapporti tra Michael e Lincoln non sono più rosei dopo la scomparsa della madre. Per ripagare un debito di 90.000 dollari Lincoln è costretto a uccidere Terence Stedman; Dubbioso e in cerca di aiuto, l'uomo chiama il fratello che ignora la chiamata, essendo inoltre in presenza di Veronica con la quale è vicino ad andare a letto, salvo poi sentirsi in colpa e rinunciarvi. Lincoln entra quindi nel garage per uccidere Stedman, accorgendosi però che l'uomo era già stato assassinato e scappando via, il tutto ripreso dai Servizi Segreti con in testa Kellerman e Hale. Fernando Sucre, fuori da un locale assieme a Hector e al cugino, fa la conoscenza di Maricruz; L'uomo tenterà una rapina a mano armata per comprare un anello alla fidanzata ma verrà arrestato a causa di una telefonata anonima di Hector, geloso di Sucre. Sara Tancredi era dipendente da morfina e deciderà di cambiare vita dopo non essere riuscita ad aiutare un ragazzino investito da un'auto; Si iscriverà a un gruppo di sostegno dove farà la conoscenza di Bellick. Nel frattempo Lincoln viene giudicato colpevole mentre vengono alla luce i retroscena sulle false prove create da Kellerman. Michael, dopo avere scoperto che il debito di Lincoln è servito a finanziare i suoi studi e la sua vita, decide di indagare sull'accusa del fratello e, quando scopre che Lincoln verrà rinchiuso nel carcere di Fox River, ruba i progetti della prigione, appaltati alla società in cui lavora, e inizia a studiare un piano. C-Note viene congedato con disonore dall'esercito in quanto intendeva denunciare le torture subite dai prigionieri iracheni. Non riuscendo a trovare un lavoro normale viene arrestato mentre guidava un camion contenente merce illegale. T-Bag conosce Susan e se ne innamora; La donna lo denuncerà alla polizia dopo avere visto una sua foto in televisione tra le persone più ricercate d'America. T-Bag, dopo avere confessato a Susan di essere cambiato grazie alla sua conoscenza, giura vendetta alla donna, andatolo a trovare in carcere. La signora Reynolds si accorda con Kellerman sul piano da attuare e acquista una enorme proprietà in cui si rifugia con il fratello Terence, ancora vivo. Il piano di Michael procede molto rapidamente ma il ragazzo ha difficoltà a memorizzare gli infiniti passaggi sotterranei della prigione; L'inaspettato corpo tatuato di una donna che gli consegna la cena rivela a Michael l'idea di racchiudere tutte le informazioni necessarie in un enorme tatuaggio. Infine Michael, davanti allo specchio, si sistema la cravatta prima di recarsi in banca per mettere in scena la rapina per farsi incarcerare nel penitenziario di Fox River.
- Curiosità: Il titolo originale, Brother's Keeper (letteralmente, "il guardiano del fratello") è un riferimento biblico alla Genesi 4:9, quando Caino, interrogato dal Signore su suo fratello, rispose «Sono forse il guardiano di mio fratello?». L'episodio è un lungo flashback sulla vita di alcuni personaggi della serie e ci porta indietro di tre anni, esattamente al momento cruciale per la vita di molti, in particolare per Lincoln e Michael.
- Ascolti Italia: telespettatori 1 740 000 – share: 10,37%

## Crollo psicologico
- Titolo originale: J-Cat
- Diretto da: Guy Ferland
- Scritto da: Karyn Usher

### Trama
Sara rivela a Pope che nella bruciatura di Michael c'era un pezzetto di stoffa proveniente da una divisa delle guardie. Bellick decide di fare realizzare il pavimento della stanza delle guardie da una ditta esterna; Il gruppo ha così poche ore per chiudere il passaggio appena realizzato venendo però bloccato da un'altra guardia che li sposta in un'altra ala della prigione. Pope chiede a Michael il nome della guardia coinvolta con le sue ferite ma non ricevendo da lui alcuna risposta lo manda nella cella di isolamento. A Sucre, l'unico con un passaggio secondario nella cella, spetta il compito di ricoprire il buco all'interno della sala delle guardie prima dell'arrivo dei tappezzieri. Veronica, Nick e LJ vanno a recuperare il cellulare dal cadavere di Quinn al pozzo ma il ragazzo scopre che l'uomo, prima di morire, aveva inciso sulla pietra il vero nome dell'agente dei Servizi Segreti Paul Kellerman: Owen Kravecki; Trovato il suo indirizzo, si reca, all'insaputa di Veronica e Nick, presso la sua abitazione con l'intenzione di vendicarsi venendo però arrestato dalla polizia dopo uno scambio di battute con Kellerman. Michael sembra non reggere all'isolamento e comincia a mostrare segni di instabilità mentale dopo non essere riuscito a ricordare le posizioni delle gallerie sotterranee necessarie per la fuga. Sucre sgattaiola di notte attraverso il passaggio della sua cella e riesce a chiudere il buco e rasare il nuovo pavimento ma viene intercettato dalle guardie mentre cerca di rientrare in cella; Con la scusa di aspettare dall'esterno delle mutandine della compagna, che in realtà erano delle mutandine recuperate da T-Bag da un altro carcerato, Sucre riesce semplicemente a ricevere un isolamento. Tweener comunica a Bellick che il gruppo di Scofield stava tramando qualcosa riguardante il pavimento della stanza delle guardie; Dopo un sopralluogo infruttuoso, Bellick rompe il suo legame con il giovane ragazzo abbandonandolo ai membri anziani del carcere. Dopo essersi auto procurato danni fisici, Michael viene mandato al reparto psichiatrico dove reincontra Haywire a cui rivela che il suo tatuaggio era realmente un percorso come l'uomo pensava. L'idea di Michael è farsi ridisegnare la porzione di tatuaggio persa, ma Haywire non ricorda nemmeno chi sia Michael.
- Altri interpreti: Frank Grillo (Nick Savrinn), Danny McCarthy (Agente Danny Hale), Jennifer Joan Taylor (Becky), Christian Stolte (Stolte), Phillip Edward Van Lear (Patterson), Cynthia Kaye McWilliams (Kaycee), DuShon Brown (Katie Welch), Lane Garrison (Tweener), Michelle Forbes (Samantha Brinker), Joseph Nunez (Manche Sanchez), Matt DeCaro (Geary), Silas Weir Mitchell (Haywire), Daniel Allar (Avocado), Scott Jaeck (Trenchcoat).
- Curiosità: Il nome che l'Agente Kellerman usa come copertura è Owen Kravecki, il suo indirizzo è il 226 High Point Blvd. di Chicago e la sua professione è direttore vendite regionale per un'azienda di carne liofilizzata.
- Ascolti Italia: telespettatori 1 740 000 – share: 10,37%

## Gioco d'azzardo
- Titolo originale: Bluff
- Diretto da: Jace Alexander
- Scritto da: Karyn Usher, Nick Santora

### Trama
La cella di Michael e Sucre rischia di essere assegnata a qualcun altro: la guardia Geary ha già imbastito un'asta tra i detenuti per guadagnare dei soldi. Per evitare che questo accada, C-Note, con la complicità di T-Bag, partecipa a una partita a poker in modo da guadagnare la somma necessaria. T-Bag scopre inoltre che Westmoreland è il famigerato D.B. Cooper. Geary, dopo avere ricevuto non solo i soldi ma anche un orologio da tasca d'oro appartenente a Westmoreland, dichiara l'asta già chiusa. I ragazzi allora decidono di vendicarsi e, con l'aiuto di Manche, riescono a fare ricadere sulla guardia l'accusa di avere assalito Michael e avergli provocato la bruciatura, comportandone il licenziamento. Kellerman, dopo essere stato riconosciuto da LJ, viene scaricato dai servizi segreti che non lo ritengono ormai più utile al progetto; L'uomo rimane comunque fedele alla vicepresidente Reynolds con la quale continua a collaborare. Michael intanto è riuscito a guadagnare la fiducia di Haywire e a farsi disegnare le mappe: l'uomo però pretende di partecipare all'evasione; Inoltre, dimostrando di non avere più problemi mentali, viene riportato nella sua cella. Nick viene avvicinato da un uomo che gli riferisce di tenere sotto controllo Veronica in ogni momento. Lincoln ottiene il permesso di fare visita a suo figlio LJ, ormai rinchiuso in carcere, ma mentre viene trasportato, un camion a tutta velocità si schianta contro il veicolo che porta Lincoln.
- Altri interpreti: Frank Grillo (Nick Savrinn), Danny McCarthy (Agente Danny Hale), Michelle Forbes (Samantha Brinker), Anthony Fleming (Trumpets), Matt DeCaro (Geary), Joseph Nunez (Manche Sanchez), Lane Garrison (Tweener), Silas Weir Mitchell (Haywire), Mike Bacarella (Red Bull), Ellis Foster (Zach), Roddy Chiong (Pao), Scott Jaeck (Trenchcoat), Mac Brandt (Mack), Jose Antonio Garcia (Jesus).
- Ascolti Italia: telespettatori 1 746 000 – share: 10,81%

## La chiave
- Titolo originale: The Key
- Diretto da: Sergio Mimica Gezzan
- Scritto da: Paul T. Scheuring (soggetto); Matt Olmstead, Zack Estrin (sceneggiatura)

### Trama
Lincoln riesce a sopravvivere all'incidente ma sopraggiunge immediatamente Kellerman che tenta di soffocarlo. All'improvviso compare però un uomo misterioso che attacca l'agente dei Servizi Segreti e porta Lincoln con sé. Al Fox River ritorna a sorpresa John Abruzzi, ripresosi dopo la grave ferita procuratagli da T-Bag e diventato profondamente religioso. Michael nel frattempo deve procurarsi necessariamente la chiave dell'infermeria ma non vuole tradire la fiducia della dottoressa Tancredi. L'uomo misterioso che ha portato al sicuro Lincoln non è altro che il padre; L'uomo racconta a quest'ultimo l'esistenza di un'azienda denominata "La Compagnia", la quale decide qualsiasi cosa riguardi la nazione e di cui anche lui faceva parte, e rivela a Lincoln che il caso Steadman è stato montato soltanto per farlo uscire allo scoperto. Tweener è costretto a subire le violenze di Avocado e, disperato, si rivolge a Michael perché lo aiuti. Nika riesce a rubare la chiave dell'infermeria ma Sarah intuisce il piano di Michael e fa cambiare la serratura della porta proprio sotto gli occhi di quest'ultimo. Kellerman riesce a localizzare Lincoln, il quale per non farsi uccidere si consegna alle guardie della prigione capitanate da Bellick, lasciando scappare il padre. Nick si scopre essere un agente di Abruzzi. Tweener, dopo avere ferito Avocado ai genitali, riceve il supporto di Michael; Tuttavia il ragazzo riferisce il tutto a Bellick in cambio di protezione da Avocado. Veronica e Nick scoprono che qualcuno di importante risiede nella abitazione al lago a Blackfoot acquistata dalla Reynolds e si preparano per raggiungerla. Bellick si reca nella stanza delle guardie e scopre il passaggio segreto sotto il pavimento.
- Altri interpreti: Frank Grillo (Nick Savrinn), Danny McCarthy (Agente Danny Hale), Lane Garrison (Tweener), Holly Valance (Nika), Joseph Nunez (Manche), DuShon Brown (Katie Welch), Phillip Edward Van Lear (Patterson), Christian Stolte (Stolte), Lester Kevin Senor (Kevin), Wesley Walker (Crony), Will Zahrn (Sceriffo Ballard), Michelle Forbes (Samantha Brinker), John Billingsley (Terrence Steadman), Daniel Allar (Avocado).
- Ascolti Italia: telespettatori 1 714 000 – share: 9,70%

## Conto alla rovescia
- Titolo originale: Tonight
- Diretto da: Bobby Roth
- Scritto da: Zack Estrin

### Trama
Bellick viene colpito da Westmoreland, legato e nascosto nel buco. L'uomo, rimasto ferito nella colluttazione, avverte Michael che bisogna immediatamente evadere. Michael è costretto a coinvolgere Sara nella fuga, raccontandole tutto e chiedendole di lasciare semplicemente la porta dell'infermeria aperta; La donna, inizialmente turbata, scopre che il padre è legato alla vicepresidente Reynolds e che la stessa gli ha assicurato la sua attuale carica nel caso venga eletta presidente alle prossime elezioni facendola riflettere sul da farsi. Abruzzi ordina a Nick di portare Veronica, quale ostaggio, alla pista di atterraggio da cui si concluderà la fuga. Il gruppo scopre di avere Tweener come nuovo membro ma non tutti ne sono contenti. Intanto, nel carcere si diffonde la notizia che Bellick è irrintracciabile. Nick minaccia Veronica con una pistola, nell'incredulità della donna. Gli evasori si preparano per la fuga ma Michael viene richiamato in ufficio da Pope in quanto il Taj Mahal sta crollando; Il ragazzo aveva previsto tutto, in quanto aveva rimosso un pilastro dalla struttura, e, dopo avere confessato dispiaciutamente al direttore le sue intenzioni di evadere, lo minaccia con un coltello di fare liberare Lincoln.
- Altri interpreti: Frank Grillo (Nick Savrinn), Danny McCarthy (Agente Danny Hale), John Heard (Governatore Frank Tancredi), Rich Komenich (Maggio), Joseph Nunez (Manche Sanchez), Lane Garrison (Tweener), Christian Stolte (Stolte), DuShon Brown (Katie Welch), Anthony Fleming (Trumpets), Jennifer Joan Taylor (Becky), Phillip Edward Van Lear (Patterson), Javon Johnson (JJ), Michelle Forbes (Samantha Brinker), Mac Brandt (Mack), Lea Coco (Coco), Mark Reisman (Makkos), Linda Gillum (Aide), Daniel J. Travanti (Presidente Richard Mills).
- Curiosità: La canzone alla fine dell'episodio è Teardrop dei Massive Attack.
- Ascolti Italia: telespettatori 1 216 000 – share: 9,18%

## Ci siamo!
- Titolo originale: Go
- Diretto da: Dean White
- Scritto da: Matt Olmstead

### Trama
Per Michael, Lincoln, Sucre, C-Note, Abruzzi, T-Bag, Westmoreland, Tweener e Manche è finalmente arrivato il momento di fuggire da Fox River. Michael lega Pope e gli fa dare l'ordine di trasferire Lincoln nell'infermeria e di interrompere le ricerche di Bellick. La Vicepresidente Reynolds vede perdere la propria autorità nella "Compagnia", la quale preferisce inoltre eliminare la donna. Il gruppo percorre il percorso realizzato con tanta fatica, riuscendo anche a bloccare Bellick proprio nel momento in cui, liberatosi, stava per chiedere aiuto. Sara decide di aiutare Michael lasciando aperta la porta dell'infermeria ed è proprio qui che gli evasori vengono raggiunti da Haywire che si unisce a loro nella fuga, minacciandoli di chiamare le guardie. Nick rivela a Veronica di comportarsi in quel modo solo per salvare il padre, ma all'ultimo momento decide di lasciare andare la donna a Blackfoot, nel Montana, per trovare finalmente la verità sul caso Steadman; Di ritorno nella sua abitazione per scappare, l'uomo e il padre vengono però eliminati dal sicario di Abruzzi. La segretaria di Pope si accorge della sua prolungata assenza e chiede aiuto alle guardie, rinvenendo il direttore nell'armadio; viene immediatamente dato l'allarme proprio nel momento in cui Michael raggiunge il muro esterno. Gli unici a non riuscire a scappare sono Westmoreland, la cui ferita si è aggravata pericolosamente impedendogli di muoversi, e Manche, che per colpa del suo peso fa sganciare il cavo dell'elettricità utilizzato per la fuga venendo immobilizzato dagli agenti del carcere.
- Altri interpreti: Frank Grillo (Nick Savrinn), Danny McCarthy (Agente Danny Hale), Jennifer Joan Taylor (Becky), Silas Weir Mitchell (Haywire), Phillip Edward Van Lear (Patterson), Anthony Fleming (Trumpets), Christian Stolte (Stolte), Joseph Nunez (Manche Sanchez), Lane Garrison (Tweener), Javon Johnson (J.J.), Rich Komenich (Maggio), DuShon Brown (Katie Welch), Scott Jaeck (Trenchcoat), Antoine McKay (Antoine), Michelle Forbes (Samantha Brinker), Andrew Rothenberg (Sklar), Mac Brandt (Mack).
- Ascolti Italia: telespettatori 1 065 000 – share: 5,43%

## L'ultimo miglio
- Titolo originale: Flight
- Diretto da: Kevin Hooks
- Scritto da: Paul T. Scheuring

### Trama

I fuggitivi tentano di fermare l'aereo

Mentre le guardie fermano Manche, gli altri otto dopo avere scavalcato il muro di cinta si nascondono nei pressi del Fox River in attesa di muoversi. Westmoreland invece non ce l'ha fatta ed è deceduto nell'infermeria della prigione prima di potere ricevere qualsiasi aiuto. Con una scusa, gli evasi si liberano di Haywire e salgono su un furgone lasciato da un uomo di Abruzzi per raggiungere il piccolo aeroporto. La fuga non si rivela però affatto facile: i fuggiaschi sono infatti circondati dalle guardie in tutte le direzioni e ben presto sono costretti a lasciare il furgone. T-Bag, per evitare di venire ucciso da Abruzzi, si ammanetta a Michael, rallentando però la corsa del gruppo; Abruzzi decide di utilizzare il metodo più veloce risolvere la situazione, amputandogli la mano sinistra. Al Fox River, intanto, si comincia a indagare sulla fuga e Pope capisce che Sarah li ha aiutati lasciando la porta dell'infermeria aperta. Una pattuglia si reca nell'appartamento della dottoressa ma la trova in overdose di morfina e alcool, apparentemente morta. Delle figure oscurate discutono su come eliminare una importante persona politica facendolo sembrare una morte naturale; Inizialmente la predestinata sembrerebbe la vicepresidente Reynolds ma in realtà è il presidente in persona a morire di "cause naturali" lasciando così lo scettro proprio alla Reynolds. Michael comunica a Tweener, come già fatto in precedenza, di dovere abbandonare il gruppo, a causa della sua rivelazione a Bellick della fuga, e il ragazzo riesce a nascondersi dentro una camionetta per il trasporto cavalli, riuscendo ad attraversare il posto di blocco della polizia. Haywire scappa con una bicicletta rubata in un garage a una bambina e con un caschetto rosso sulla testa mentre T-Bag, recuperata la sua mano amputata, scappa nei boschi molto affaticato e perdendo tanto sangue. Veronica giunge a Blackfoot e si presenta di fronte a Terrence Steadman; I due sembrano conoscersi. A causa di una soffiata, la polizia si reca nell'aeroporto e l'aereo di Abruzzi decolla poco prima l'arrivo dei poliziotti che cercano, inutilmente, in ogni modo i detenuti. Ormai Lincoln, Sucre, Abruzzi e C-Note sono in salvo, tranne per Michael che é ormai morto.
- Altri interpreti: Frank Grillo (Nick Savrinn), Danny McCarthy (Agente Danny Hale), John Heard (Governatore Frank Tancredi), Jennifer Joan Taylor (Becky), Rich Komenich (Maggio), Javon Johnson (JJ), Phillip Edward Van Lear (Patterson), DuShon Brown (Katie Welch), Christian Stolte (Stolte), Silas Weir Mitchell (Haywire), Joseph Nunez (Manche Sanchez), Lane Garrison (Tweener), Mac Brandt (Mack), John Billingsley (Terrence Steadman), Lester Kevin Senor (Kevin), Kurt Naebig (Ray), Michelle Forbes (Samantha Brinker).
- Ascolti Italia: telespettatori 1 438 000 – share: 7,72%